# Estenopodideus
Els estenopodideus (Stenopodidea) són un infarordre de crustacis decàpodes del subordre dels pleociemats. Són un grup petit amb poca representació a la mar Mediterrània.

## Biologia i distribució
La seva principal característica és que el tercer parell de pereiopodis és més llarg i robust que els altres. El carp del quart i el cinquè parell de potes és multiarticulat.
Moltes de les espècies viuen dins esponges de mar hexactinèl·lides, per bé que la seva biologia és encara poc coneguda. Al Mediterrani trobem només dues espècies de la família dels estenopòdids (Stenopodidae):
- Stenopus spinosus, que sol viure en fons de roques fins als 700 metres de profunditat. Té espines per tot el cos i posseeix llargs flagels a les antenes, característica d'espècies que viuen en fons rocosos profunds.
- Richardina fredericii, endèmica del Mediterrani occidental, és poc abundant i es troba fins a més de 600 m de fondària.

## Sistemàtica
Aquest infraordre se subdivideix en dues famílies. La llista de gèneres i espècies recull la proposta de la ITIS, que varia força amb relació a altres llistes:

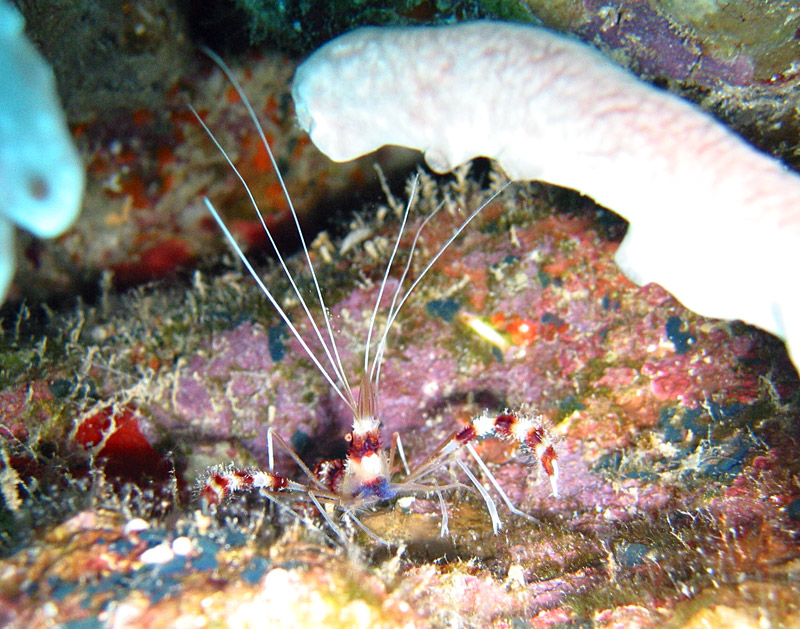
Stenopus hispidus, entre el corall a l'illa de Bonaire

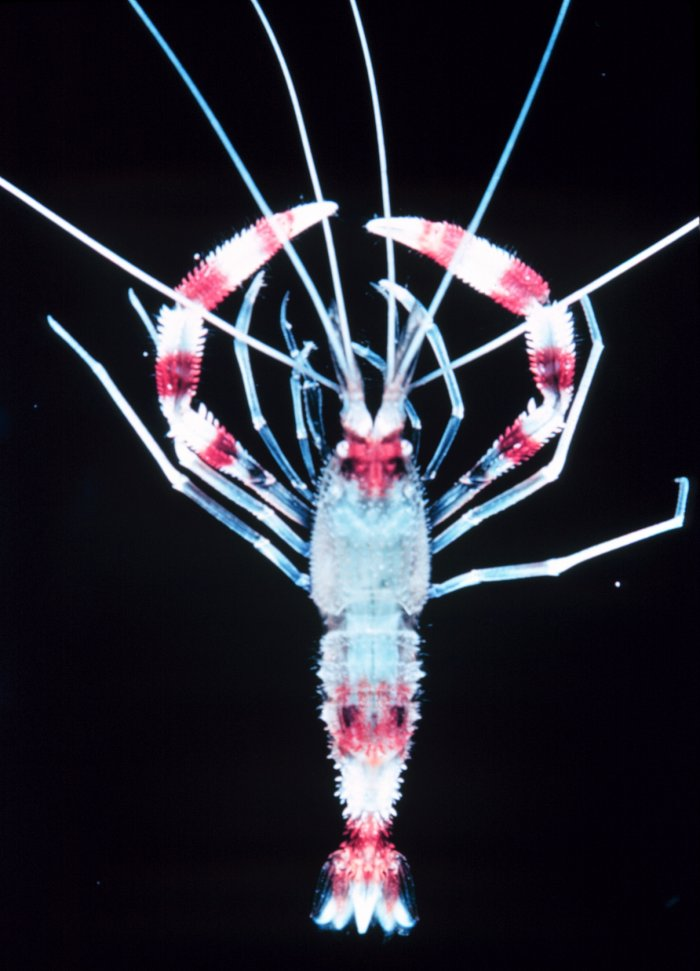
Stenopus hispidus

Família Spongicolidae Claus, 1872
- Microprosthema Stimpson, 1860
  - Microprosthema looense
  - Microprosthema manningi
  - Microprosthema semilaeve
- Spongicola de Haan, 1844
  - Spongicola andamanica
- Spongicoloides Hansen, 1908
  - Spongicoloides hawaiiensis
- Spongiocaris Bruce i Baba, 1973
  - Spongiocaris hexactinellicola

Família Stenopodidae Schram, 1986
- Odontozona Holthuis, 1946
  - Odontozona libertae
  - Odontozona spongicola
  - Odontozona striata
- Richardina A. Milne Edwards, 1881
  - Richardina spinicincta
- Stenopus Latreille, 1819
  - Stenopus earlei
  - Stenopus hispidus
  - Stenopus pyrsonotus
  - Stenopus scutellatus
  - Stenopus spinosus